# Lizozym

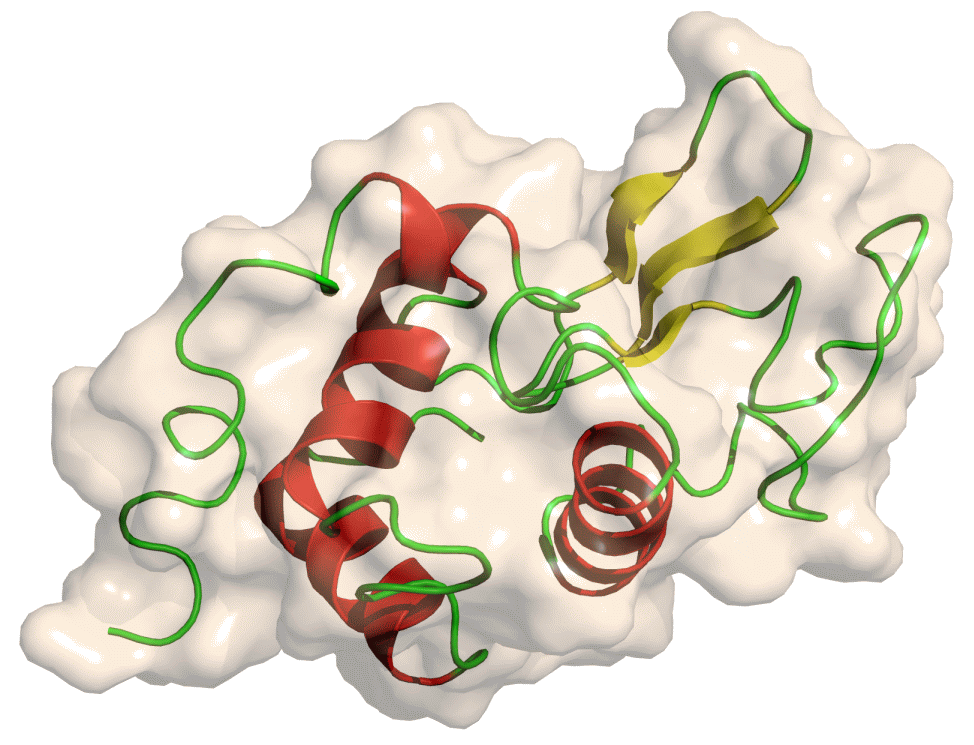
Struktura lizozymu

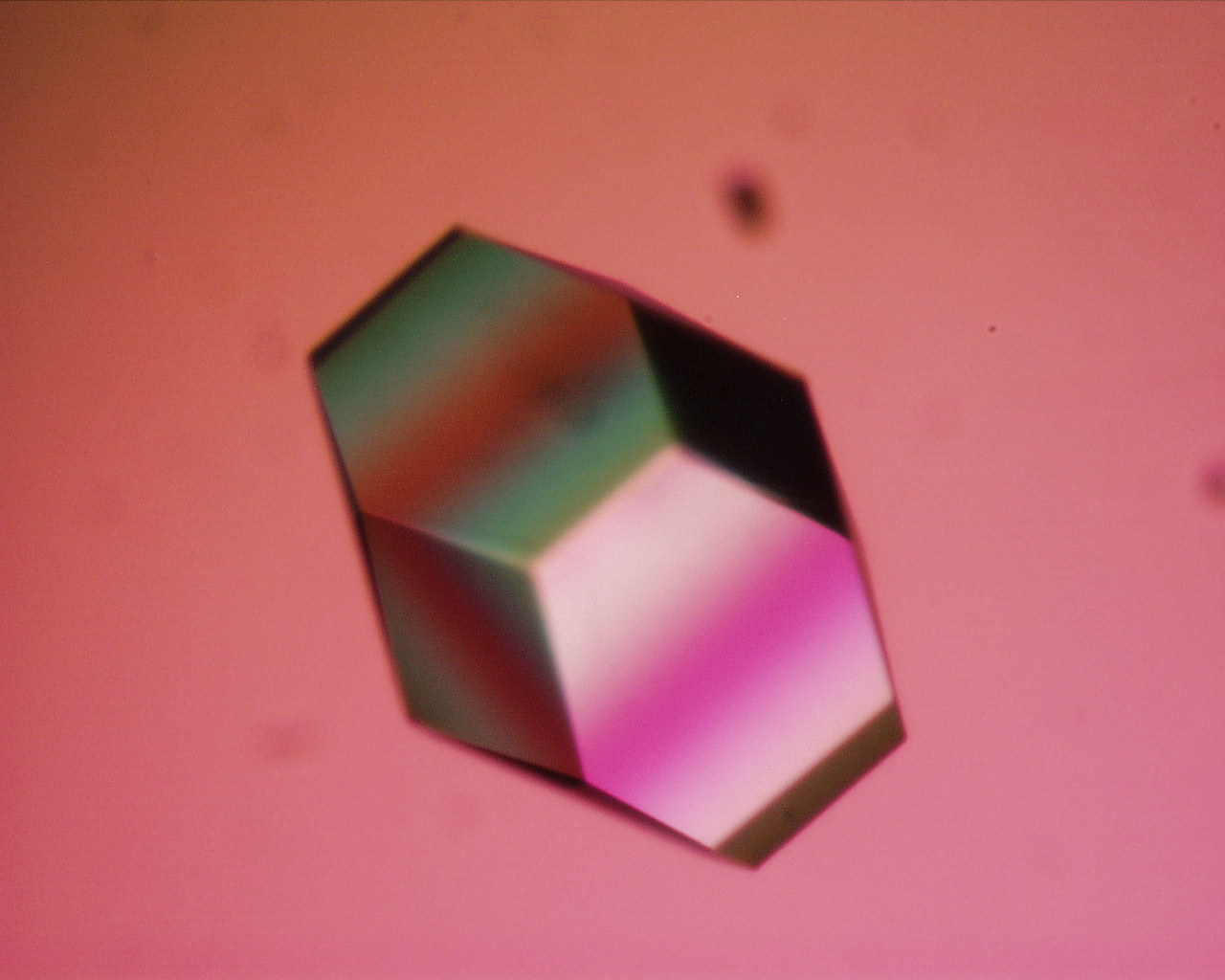
Monokryształ lizozymu

Lizozym, muramidaza (ang. lysozyme) – białko kationowe o masie 14,4 kDa, które ma właściwości enzymu hydrolitycznego rozkładającego peptydoglikan ściany komórkowej bakterii. Został odkryty w 2. dekadzie XX wieku przez Alexandra Fleminga.

## Struktura
Strukturę pierwszorzędową lizozymu stanowi łańcuch polipeptydowy złożony ze 129 aminokwasów. Miejsce aktywne lizozymu stanowią dwie reszty aminokwasowe: glutaminianu 35 i asparaginianu 52, oddalone od siebie w sekwencji aminokwasów, lecz położone względnie blisko siebie w przestrzeni.

## Funkcja
Lizozym stanowi jeden z mechanizmów nieswoistej odporności (odpowiedź immunologiczna).
Występuje w ziarnistościach dojrzałych granulocytów, monocytów i makrofagów. Znajduje się także w większości płynów tkankowych.
Lizozym wywiera działanie przeciwbakteryjne poprzez destrukcyjny wpływ na ścianę komórkową bakterii. Działanie lizozymu polega na rozrywaniu wiązań glikozydowych pomiędzy cząsteczkami kwasu N-acetylomuraminowego (NAM) i N-acetyloglukozaminą (NAG).
Mechanizm działania lizozymu polega na hydrolizie wiązań β-1,4-glikozydowych pomiędzy cząsteczkami NAM i NAG w taki sposób, że atom tlenu wiązania glikozydowego pozostaje przy cząsteczce NAG, podczas gdy cząsteczka NAM otrzymuje grupę OH z cząsteczki wody. Proces ten biegnie zgodnie z mechanizmem substytucji nukleofilowej pierwszego rzędu SN1. Substytucja SN1 biegnie przez utworzenie karbokationu, który ma strukturę płaską trójkątną, a atom węgla C1 cząsteczki NAM przyjmuje hybrydyzację sp². Tylko takie odkształcenie pierścienia glukopiranozowego pozwala na aktywność katalityczną lizozymu w jego miejscu aktywnym.
Działanie lizozymu jest najwyższe przy pH bliskim 5. Tylko w takim środowisku reszta kwasu glutaninowego 35 jest w postaci protonowanej (–COOH), a reszta kwasu asparaginowego 52 jest w postaci anionu (COO−).
Bakterie Gram-ujemne (G-) są bardziej oporne na lizozym, ze względu na występowanie u nich zewnętrznej błony komórkowej, ściana komórkowa jest w tym typie bakterii częściowo rozłożona i taka forma nosi nazwę sferoplastu. Bakterie Gram-dodatnie (G+), pozbawione ściany komórkowej, noszą nazwę protoplastu i wykazują wszystkie czynności życiowe. Całkowite jej zniszczenie ma miejsce w roztworach hipotonicznych (gradient stężeń).

## Lizozymy fagowe
Lizozymy obecne są również w bakteriofagach. Rolą tych białek jest umożliwienie cząstce fagowej infekcję komórki bakteryjnej po uprzednim nadtrawieniu bakteryjnej ściany komórkowej (na drodze hydrolizy peptydoglikanu) przez lizozym. Lizozymy fagowe dzieli się na lizozymy typu V, G, lambda i CH. Klasy V i G oraz ewentualnie lambda mają wspólne elementy strukturalne z lizozymami typu C (np. lizozym z białka jaja kurzego). Lizozymy klasy CH są strukturalnie podobne do lizozymu z bakterii Saccharopolyspora erythraea. Niektóre lizozymy fagowe poza domeną katalityczną zawierają istotne dla wiązania się ze ścianami bakteryjnymi i wydajnej katalizy dodatkowe domeny lub powtarzające się motywy.